# Stazione di Constitución
La stazione di Constitución (in spagnolo: Estación de Constitución o Estación Plaza Constitución) è una delle principali stazioni ferroviarie di Buenos Aires, capolinea della ferrovia General Roca. Si affaccia su plaza Constitución, dalla quale prende il nome, al centro del barrio di Constitución.

## Storia
Il 7 marzo 1864 il Presidente argentino Bartolomé Mitre pose la prima pietra della stazione della linea ferroviaria diretta a Chascomús della compagnia britannica Buenos Aires Great Southern Railway. Nell'agosto dell'anno seguente l'edificio fu aperto al pubblico. Tra il 1885 ed il 1887 la stazione fu completamente ricostruita nella forma attuale. In particolare la nuova facciata fu realizzata sul modello del castello di Maisons-Laffitte, in Francia. Tra il 1901-1902 ed il 1906-1907 furono intrapresi una nuova serie di lavori per aumentare il numero dei binari, delle banchine e delle strutture per far fronte all'aumento del traffico ferroviario e passeggeri.
Al termine della prima guerra mondiale la Ferrocarril del Sud diede il via ad una nuova serie di lavori di ammodernamento del parco rotabile e delle sue infrastrutture. Nel 1922 furono progettati i lavori d'ampliamento della stazione di Constitución e, tre anni dopo, in occasione della visita in città del Principe di Galles venne posata la prima pietra del nuovo monumentale edificio. Vennero realizzate, tra le altre cose, l'enorme hall, tre nuove banche ed il monumentale ingresso su Gral. Hornos. Nel 1930 fu approvato il progetto della CHADOPyF (Compañía Hispano Argentina de Obras Públicas y Finanzas) per la costruzione di due linee della metropolitana, una prima che unisse le stazioni di Retiro e Constitución (Linea C) attraversando il centro di Buenos Aires e una seconda che connettesse Constitución con Parque Chacabuco (Linea E). I lavori di costruzione della linea C iniziarono nel 1933 e il primo spezzone della linea, da Diagonal Norte a Constitución fu aperto nell'aprile dell'anno successivo. Diversamente, per la Linea E, i lavori iniziarono nel 1938 e terminarono nel 1944. Tuttavia, già nel 1966, la fermata di Constitución sulla Linea E, venne soppressa.

## Movimento
Constitución è una delle due stazioni di testa della ferrovia suburbana Roca. I treni che transitano dalla stazione sono gestiti da due compagnie: la statale Trenes Argentinos, che gestisce i treni a corto raggio sulla linea Roca e la Ferrobaires, anch'essa azienda pubblica, che gestisce invece i treni a lunga percorrenza sulla ferrovia General Roca. Le destinazioni più importanti raggiunte dai treni a corto raggio sono La Plata e le città ed i sobborghi della parte sud-est della Gran Buenos Aires. Le destinazioni più lontane raggiunte invece dai treni Ferrobaires sono Mar del Plata, Miramar e Bahía Blanca.

## Interscambio
La stazione di Constitución è servita da una linea della metropolitana (Linea C) e da numerose linee di autobus urbani e interurbani. È presente anche una stazione taxi.